# (5293) Bentengahama
(5293) Bentengahama est un astéroïde de la ceinture principale.

## Description
(5293) Bentengahama est un astéroïde de la ceinture principale. Il fut découvert le 23 janvier 1991 à Kushiro par Masanori Matsuyama et Kazuro Watanabe. Il présente une orbite caractérisée par un demi-grand axe de 2,67 UA, une excentricité de 0,11 et une inclinaison de 13,9° par rapport à l'écliptique.

## Compléments